# Hydrocharis dubia
Hydrocharis dubia là một loài thực vật có hoa trong họ Hydrocharitaceae. Loài này được (Blume) Backer mô tả khoa học đầu tiên năm 1925.